# Träsk, Sund
Träsk är en by i Sunds kommun på Åland. Dominerande inslag i bymiljön är Guttorps fiskodling och Guttorps gård.